# Villevoques
Villevoques – miejscowość i gmina we Francji, w Regionie Centralnym, w departamencie Loiret.
Według danych na rok 1990 gminę zamieszkiwało 209 osób, a gęstość zaludnienia wynosiła 41 osób/km² (wśród 1842 gmin Regionu Centralnego Villevoques plasuje się na 930. miejscu pod względem liczby ludności, natomiast pod względem powierzchni na miejscu 1361.).